# Bittersweet Me
«Bittersweet Me» és el trenta-dosè senzill de la banda estatunidenca R.E.M., el segon extret de l'àlbum New Adventures in Hi-Fi, el 21 d'octubre de 1996 per Warner Bros. Records.
La cançó es va compondre durant la gira de promoció de l'àlbum Monster com la majora de cançons d'aquest treball, tot i que mai es va interpretar en aquests concerts.
El videoclip es va filmar a l'estil d'una pel·lícula italiana titulada Stanco E Nudo (traducció de la línia tired and naked de la cançó). La banda actua en una sala de cinema antic buida mentre darrera d'ells es projecte una falsa pel·lícula d'art italià a l'estil de La Dolce Vita. Les escenes d'aquesta pel·lícula falsa dels anys 60 es van enregistrar el següent dia de rodatge al Chapman Park Building, una estructura d'art déco al centre de Los Angeles però simulant una vila italiana. La pel·lícula és protagonitzada per Richard Edson, bateria de Sonic Youth, i el director passa el dia filmant Edson i diverses models de moda d'època jugant al plató. El videoclip va ser inclòs posteriorment en el DVD In Time: The Best of R.E.M. 1988–2003.

## Llista de cançons
Totes les cançons foren escrites i compostes per Bill Berry, Michael Stipe, Peter Buck i Mike Mills, excepte les indicades. 
| 1.            | «Bittersweet Me»     | 4:06 |
| 2.            | «Undertow» (directe) | 5:05 |
| Durada total: | Durada total:        | 9:11 |

| 1.            | «Bittersweet Me»                         | 4:06  |
| 2.            | «Undertow» (directe)                     | 5:05  |
| 3.            | «Wichita Lineman» (Jimmy Webb) (directe) | 3:18  |
| 4.            | «New Test Leper» (directe acústic)       | 5:29  |
| Durada total: | Durada total:                            | 17:58 |

- El directe de «Undertow» va ser enregistrat a l'Omni Theater d'Atlanta, el 18 de novembre de 1995.
- El directe de «Wichita Lineman» va ser enregistrat al The Woodlands de Houston, el 15 de setembre de 1995.
- El directe de «New Test Leper» va ser enregistrat al Bad Animals Studio de Seattle, el 19 d'abril de 1996.

## Crèdits
- Bill Berry – bateria, pandereta
- Peter Buck – guitarra elèctrica
- Mike Mills – baix, òrgan, mellotron
- Michael Stipe – cantant
- Scott McCaughey – piano